# 瑞士村中学
瑞士村中学（英語：Swiss Cottage Secondary School，縮寫：SCSS），是新加坡武吉巴督的一所公立中学。

## 历史
瑞士村中学始建于1963年，当时约有200名学生，由于Dunearn路沿线校舍仍在建设中，便安置在勿拉士峇沙路的莱佛士书院。到1963年1月，学校注册人数已增至约870，在Selegie小学上课。1963年7月，Dunearn路校舍完工，同年11月7日埃德蒙·W·巴克正式宣布开放。
自1992年迁至武吉巴督以来，学校在重建改善现有学校计划下增添了许多设施，包括四个计算机实验室、多功能室、课外活动室和一个舞蹈室。